# Eschwege
Eschwege (pronunciación en alemán: /ˈɛʃveːɡə/ⓘ) es un pueblo en el estado de Hesse, Alemania, localizado sobre el río Werra. Es la capital del distrito de Werra-Meißner. En Eschwege se celebra el Johannisfest, un festival de cuatro días dedicado a la música y la bebida y que atrae a miles de visitantes.

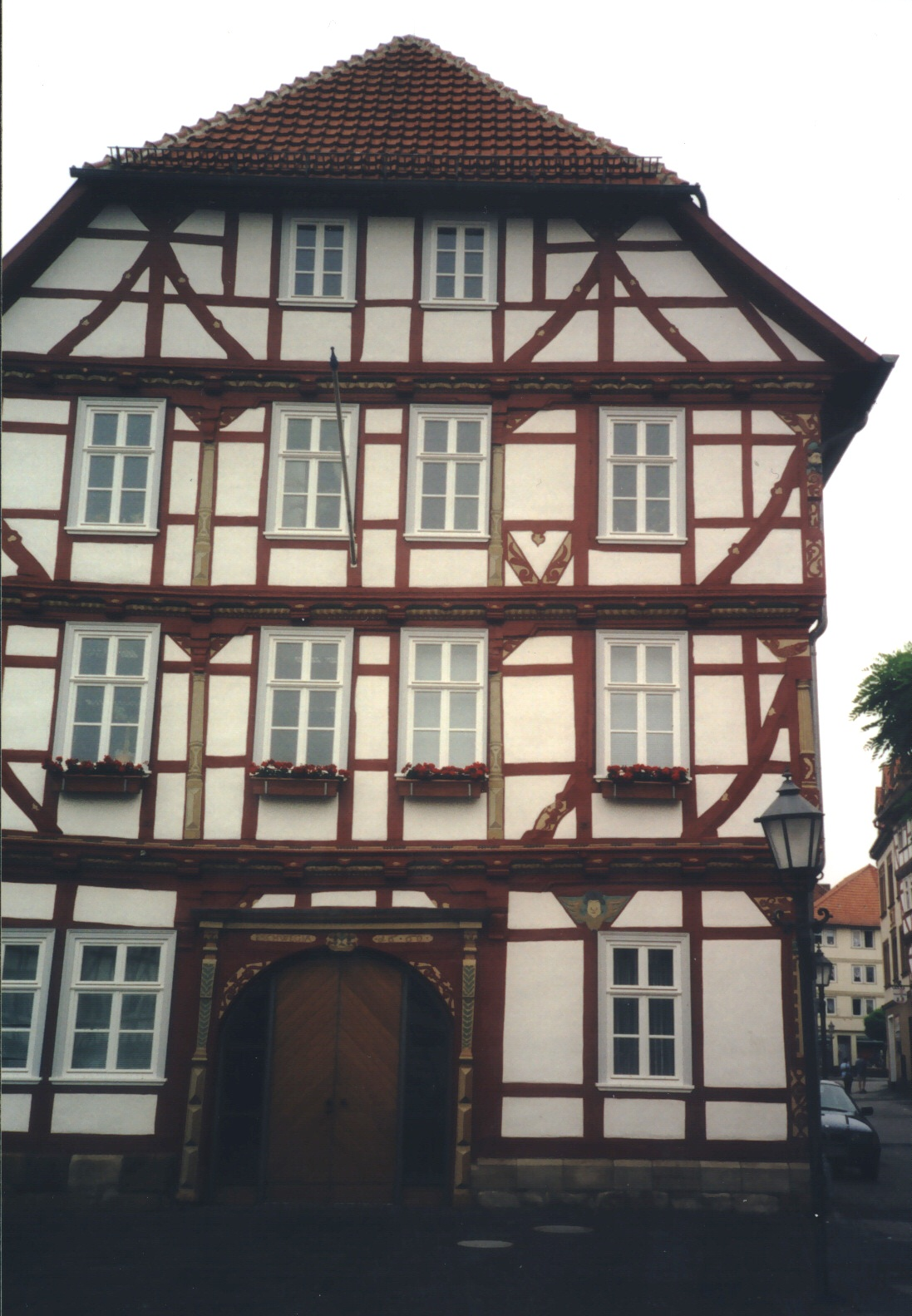
Antiguo ayuntamiento.

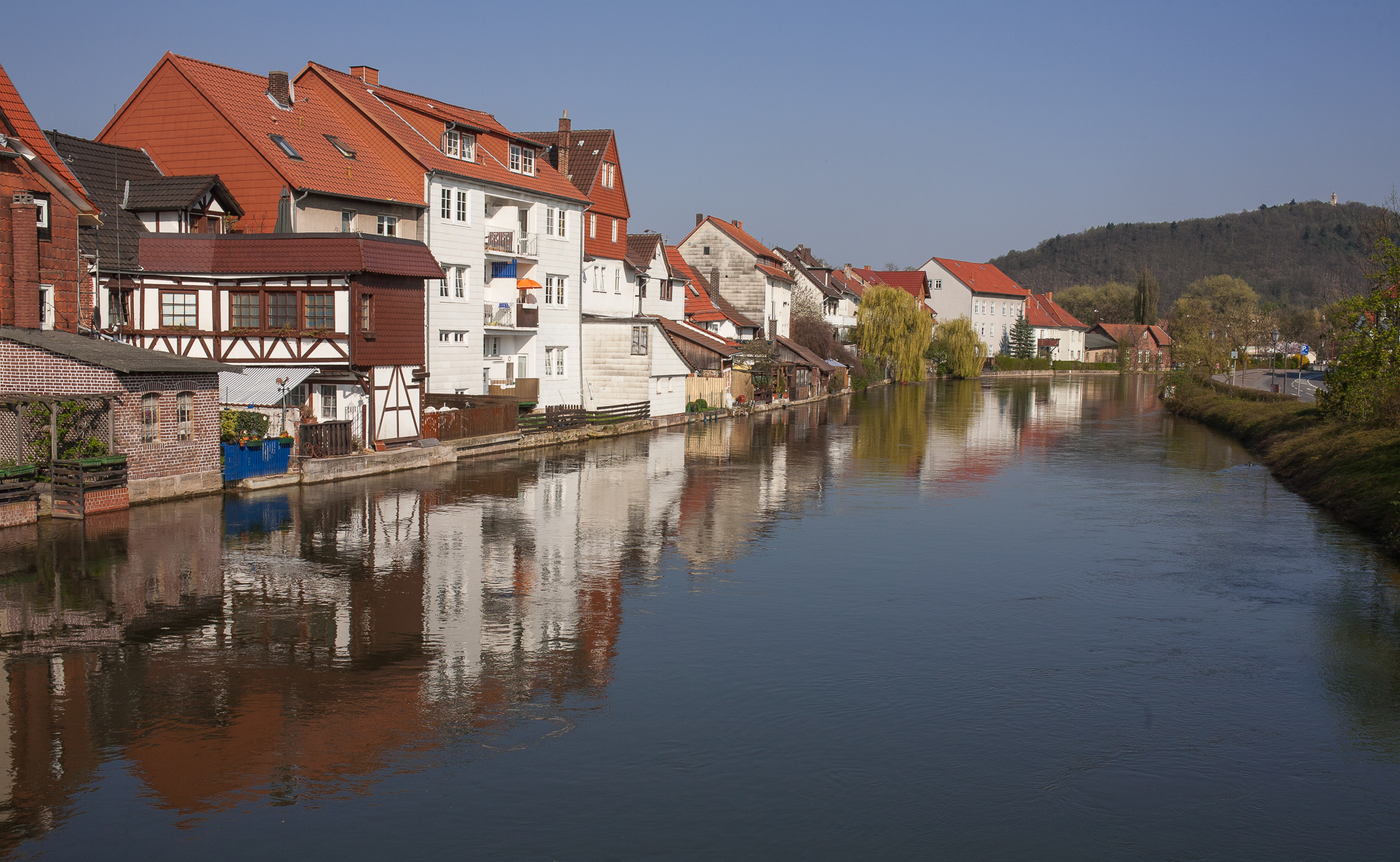
Eschwege en el Werra

También está el interesante Heimatmuseum en el pueblo, localizado en la zona antigua del mismo, el cual tiene una plaza de mercados. El antiguo castillo de los terratenientes de Hesse actualmente es la casa de la administración del distrito. El castillo también es famoso por el Dietemann, la estatua de un hombre con un cuerno, el símbolo local, el cual se localiza en la torre del castillo y aparece cada hora para hacer sonar el cuerno. Al este, se encuentra la montaña Leuchtberg. Al oeste se encuentra, el la montaña Meißner que se alza por encima de los 750 m.